# Pumbaraius
Genre
Pumbaraius est un genre d'opilions laniatores de la famille des Podoctidae.

## Distribution
Les espèces de ce genre sont endémiques d'Inde.

## Liste des espèces
Selon World Catalogue of Opiliones (11/07/2021) :
- Pumbaraius kempi Roewer, 1927
- Pumbaraius malabarensis Roewer, 1949

## Publication originale
- Roewer, 1927 : « Weitere Weberknechte I. 1. Ergänzung der: "Weberknechte der Erde", 1923. » Abhandlungen des Naturwissenschaftlichen Vereins zu Bremen, vol. 26, p. 261–402.